# Znojmo
Znojmo (in ceco ˈznoimo ; in tedesco: Znaim) è una città in Moravia Meridionale della Repubblica Ceca, capoluogo del distretto omonimo.

## Geografia fisica
La città è situata su un promontorio roccioso sulla scoscesa riva sinistra del fiume Dyje. È situata a pochi chilometri dal confine con l'Austria, a 55 km a sud-ovest di Brno.

## Storia
L'attuale città di Znojmo, fino al 1946 a maggioranza tedesca, fu fondata nel 1226 dal re Ottokar I al posto della vecchia capitale del margravio tributario della Moravia, che era stata distrutta nel 1145. Znojmo è conosciuta principalmente per l'armistizio di Znojmo, siglato il 12 luglio 1809 dopo due giorni di violenti scontri d'armi fra le truppe francesi, al comando dei marescialli Marmont e Massena e dello stesso Napoleone Bonaparte, contro le truppe austriache dell'arciduca Carlo d'Asburgo-Teschen, inseguite dai francesi a conclusione della battaglia di Wagram.
La popolazione a maggioranza tedesca nel 1918 chiedeva di rimanere parte dell'Austria, ma con il Trattato di Saint-Germain fu annessa alla Cecoslovacchia. Nel 1938 Znaim con l'accordo di Monaco diventa parte della Germania. Al termine della seconda guerra mondiale, una volta restaurata la sovranità cecoslovacca, il territorio, nonostante la sua popolazione tedesca, fu riassegnata alla Cecoslovacchia e la popolazione tedesca della città espulsa secondo i dettami dei decreti Beneš.

## Monumenti e luoghi d'interesse

### Architetture civili
- Torre del Municipio, in stile tardo-gotico, fu costruita alla metà del XV secolo ed è alta 75 metri.

### Architetture militari
- Il castello dell'XI secolo, è situato su un'altura rocciosa a strapiombo sul fiume Dyje e domina la città medioevale.

### Architetture religiose
- La rotonda di Santa Caterina,
- Chiesa di San Nicola, costruita nel 1348 dall'imperatore Carlo IV in stile gotico.
- Monastero di Kloster Bruck (Ceca Loučky o louce v Klášter) è stato anche un'accademia militare austriaca.

## Amministrazione

### Gemellaggi
- Villazzano, dal 1996
- Povo, dal 1996
- Pontassieve, dal 1963

## Sport
La squadra di calcio è il SC Znojmo che milita nelle serie inferiori del campionato ceco di calcio. Altro sport molto popolare è l'hockey su ghiaccio, la squadra locale è il Orli Znojmo (Aquile Znojmo) che fino al 2023 militava nella EBEL massimo campionato austriaco. A causa di problemi economici milita in seconda serie ceca.